# Auseinandergehen ist schwer
Auseinandergehen ist schwer ist der Titel eines Liedes der österreichischen Band Wanda. Es erschien am 4. Juli 2014 als Vorabsingle zum im Oktober 2014 veröffentlichten Album Amore.

## Text
Der Text handelt von der Trennung in einer zwischenmenschlichen Beziehung.
Auseinandergehn ist schwer

Aber jeder der hier sitzt weiß das zu sehr.
Wie auch im Song Luzia vom selben Album ist in Auseinandergehen ist schwer von der Figur der Thomas die Rede. Wanda äußerte sich auf Fragen nach dieser Person mehrfach, so 2014 in einem Interview: „(...) den Thomas gibt es so eigentlich gar nicht. (...) Also der Thomas auf unserem Album ist sicher ein Säufer. Generell sollen aber die Figuren, die wir in unseren Stücken besingen, eher eine Art Projektionsfläche bieten, als dass sie wirklich an reale Vorbilder angelehnt sind.“ Er sei aber nicht der „Standard-Wiener, (...) sondern in gewisser Hinsicht der Standard-Mann.“
Aber lass den Thomas los

Lass den Thomas los, weil er verstehts.

## Musikvideo
Das Musikvideo zu Auseinandergehen ist schwer wurde von Florian Senekowitsch produziert. Die Bandmitglieder spielen im Video mit, sie spielen ihr Lied in einem Raum, in dem an Kaffeehaustischen Paare sitzen. Blut schwappt, aus einem Aufzugsschacht kommend, durch den Saal. Der Klavierspieler ist an der den Paaren abgewandten Seite im Gesicht blutverkrustet.
Das Video war für den Österreichischen Musikvideopreis 2015 nominiert.

## Rezension
Zur Veröffentlichung des Albums Amore schrieb der Kritiker des Musikexpress, Auseinandergehen ist schwer könne es „locker mit den Klassikern von Ambros und Danzer aufnehmen“.
Der Rezensent auf laut.de sieht einen „fetzigen“ Rhythmus. „Das klassische Ersäufen von Liebeskummer ist hier nicht mehr als die logische Konsequenz einer Enttäuschung.“
In der Süddeutschen Zeitung sah ein Konzertkritiker im August 2022 in dem Song die „ewige Lust am Liebesschmerz und seiner Betäubung“.

## Kommerzieller Erfolg

### Chartplatzierungen
| ChartsChartplatzierungen | Höchstplatzierung | Wochen |
| ------------------------ | ----------------- | ------ |
| Österreich (Ö3)          | 70 (4 Wo.)        | 4      |

### Auszeichnungen für Musikverkäufe
| Land/Region       | Auszeichnungen für Musikverkäufe (Land/Region, Auszeichnung, Verkäufe) | Verkäufe |
| ----------------- | ---------------------------------------------------------------------- | -------- |
| Österreich (IFPI) | Gold                                                                   | 15.000   |
| Insgesamt         | 1× Gold ·                                                              | 15.000   |